# デンジャー・マウス (音楽家)
デンジャー・マウス（Danger Mouse、本名: Brian Joseph Burton、1977年7月29日 - ）は、アメリカ合衆国ニューヨーク州ホワイト・プレインズ出身のミュージシャン、ソングライター、音楽プロデューサー。2020年までにグラミー賞に22回ノミネート、うち6回受賞を果たしている。
ナールズ・バークレイ、ブロークン・ベルズ、デンジャー・ドゥームなどのユニット活動の他、プロデューサーとしてゴリラズ、ザ・ブラック・キーズ、ベック、レッド・ホット・チリ・ペッパーズなどのアルバムを手がけたことで知られている。

## 来歴
2004年、ジェイ・Zの『ザ・ブラック・アルバム』のボーカルとビートルズの『ザ・ビートルズ（ホワイト・アルバム）』のインストゥルメンタルを融合させた『ザ・グレイ・アルバム』をリリースしたことで注目を浴びる。
その後、シーロー・グリーンとナールズ・バークレイを結成し、2006年に楽曲「Crazy」を大ヒットさせた。
2009年、インディー・ロック・バンド、ザ・シンズのジェームズ・マーサーとコラボレートし、ブロークン・ベルズを結成した。また、ラッパーのMF Doomとデンジャー・ドゥームとしても活動した。